# 朝日乾電池
朝日乾電池株式会社（あさひかんでんち）は、かつて存在した大阪の電池メーカー。

## 概要
発明家の松本亀太郎が1914年（大正3年）に設立した朝日乾電池製作所（松本朝日乾電池、松本乾電池製造所などという表記も見られる）として創業。松本のアイデア、技術もあり、当初は業績を伸ばしていたが、ほどなく行き詰まり、松下電器産業の傘下に入った。最盛期の宣伝活動は、雑誌広告や、地方に残るホーロー看板で確認することもできる。
松下幸之助の右腕とも番頭とも言われた高橋荒太郎は、当時の勤務先から朝日乾電池の救済のために出向しており、会社ごと松下電器に吸収された形であり、松下電器からみれば途中入社とも言える。
その後、1942年（昭和17年）に吸収され、企業として独立した朝日乾電池は消滅する。戦後、再び松下電器が同名で設立しているが、住所は守口市松下町1番1号である。また、合併前から続くSUNRISEブランドは現在でも使用されているが、すべての製品の販売は企業間取り引きに限定されており、市販されてはいない。玩具、雑貨品などの販売時に添付されている電池として見かけることがある。市販されていた頃は一般的な電池よりも、真空管ラジオ用のB電池、トランジスタラジオ用の積層電池、通信用電池等の特殊電池を多く生産していた。

## 沿革

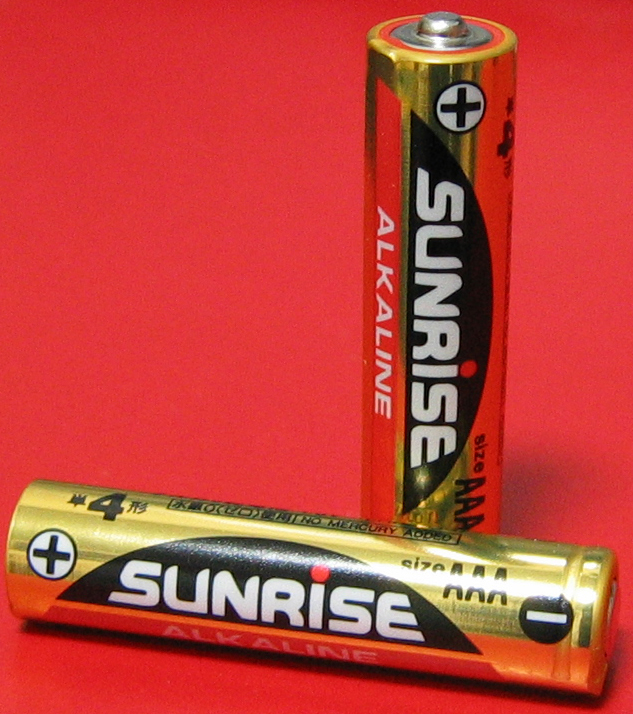
SUNRISEブランドの単4型アルカリ乾電池。

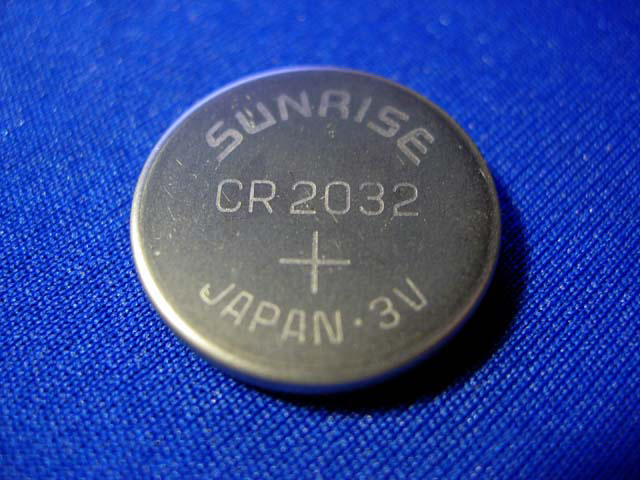
SUNRISEブランドのCR-2032型リチウム電池。

- 1914年（大正3年）2月 - 朝日乾電池製作所として発足。
- 1929年（昭和4年）7月 - 朝日乾電池株式会社に社名変更。
- 1935年（昭和10年）8月 - 松下電器産業と業務提携し、販社を設立。
- 1936年（昭和11年）3月 - 松下電器産業が資本参加。
- 1942年（昭和17年）6月 - 松下乾電池株式会社に吸収合併され、朝日乾電池は解散。
- 1951年（昭和26年）7月 - 松下電器産業傘下として朝日乾電池株式会社として再び設立。
- 1979年（昭和54年）2月 - 松下電池工業の全額出資会社となる。
- 2008年（平成20年）10月 - パナソニックが松下電池工業を吸収合併、パナソニックの全額出資会社となる。

## 製品
- 一次電池
  - アルカリ乾電池
  - マンガン乾電池
  - リチウム電池
  - 空気亜鉛電池
- 二次電池
  - ニッケル水素電池
  - 制御弁式（シール）鉛蓄電池
- その他
  - 豆球
  - ライトスコープ（ライト付き簡易顕微鏡）
  - 点火ヒーター（石油ストーブ用）